# Alejandro Vidal
Alejandro Vidal Arellano (* 1897; † unbekannt) war ein chilenischer Radrennfahrer.

## Sportliche Laufbahn
Vidal war im Bahnradsport aktiv und Teilnehmer der Olympischen Sommerspiele 1924 in Paris. Im Punktefahren schied er aus. Im Sprint schied er in seinen Vorlauf gegen Lucien Michard aus. 
1928 startete er bei den Olympischen Sommerspielen in Amsterdam. In der Mannschaftsverfolgung kam der Vierer aus Chile mit Jorge Gamboa, Alejandro Vidal, Carlos Rocuant und Edmond Maillard auf den 9. Rang.